# 邓军
邓军（1958年1月—），男，汉族，湖南常宁人，中国矿床学家，中国地质大学（北京）教授、博士生导师，2021年当选中国科学院院士。

## 简历
1982年毕业于武汉地质学院地质力学系地质力学专业；1992年取得中国地质科学院地质力学研究所构造地质学专业博士；1999年1月，任中国地质大学（北京）地球科学与资源学院院长；2000年1月，任中国地质大学（北京）副校长；2010年9月到2019年3月，任中国地质大学（北京）校长。